# Rhaphidophora perkinsiae
Rhaphidophora perkinsiae är en kallaväxtart som beskrevs av Adolf Engler. Rhaphidophora perkinsiae ingår i släktet Rhaphidophora och familjen kallaväxter. Inga underarter finns listade.